# Ulrike Finck
Ulrike Finck (* 1976) ist eine deutsche Fernsehjournalistin und Moderatorin beim Rundfunk Berlin-Brandenburg.

## Leben
Ulrike Finck wuchs bis zu ihrem 14. Lebensjahr in Rangsdorf in der Nähe von Berlin auf. Nach dem Abitur und einem Auslandsjahr in den USA studierte Finck Anglistik und Germanistik auf Lehramt. Nach dem Ende des Studiums begann sie ein Volontariat als Fernsehjournalistin. Danach arbeitet Finck als freie Journalistin beim damaligen Ostdeutschen Rundfunk Brandenburg. Außerdem war sie als Moderatorin verschiedener Veranstaltungen und Reporterin tätig.
Ab 2003 war Finck Redaktionsleiterin bei der 3w-production GmbH/Berlin-München und erstellte als solche überwiegend Beiträge für das Wissensmagazin Galileo sowie für ARD und ZDF. Seit 2007 ist sie beim Rundfunk Berlin-Brandenburg (rbb) als Moderatorin tätig. Dort arbeitete sie als Reporterin für die Nachrichtensendung Brandenburg aktuell und Redakteurin verschiedener rbb-Sendungen sowie als Wettermoderatorin. Seit Januar 2016 moderiert sie die rbb-Sendung Gartenzeit. Seit 2019 moderiert sie im Wechsel mit ihrem Kollegen Andreas Jacob das Heimatjournal im rbb-Fernsehen.
Seit 2005 ist Ulrike Finck Mutter von zwei Kindern. Sie lebt in Potsdam-Babelsberg.